# Boxeo en los Juegos Olímpicos de Londres 2012 – Peso ligero femenino
La competición de peso ligero (mujeres) - 60 Kg de los Juegos Olímpicos de Londres 2012 se llevó a cabo del 5 al 9 de agosto, en el  ExCeL Exhibition Centre.
Por primera vez en los Juegos Olímpicos, los 10 eventos de boxeo masculino se ven acompañados por 3 eventos de boxeo femenino en peso mosca, ligero y mediano.

## Formato de competición
Se disputarán cuatro asaltos en total, de dos minutos cada uno y un minuto de descanso entre asaltos; la participante recibirá puntos por llegar a conectar golpes de forma clara en la cabeza o parte superior del cuerpo de la oponente. En caso de que una boxeadora caiga a la lona y no pueda levantarse durante la cuenta de protección de 10 segundos, la pelea termina y se declara ganadora a la oponente; los combates también pueden acabar por rendición o descalificación de la oponente, y si el réferi observa que una competidora no puede continuar tiene la capacidad de detener la pelea y declarar a la oponente como ganadora. Al igual que todos los eventos de boxeo Olímpico, la competición es un torneo eliminatorio; en donde participarán 12 competidoras en total, de las cuales, 4 clasificarán si participar en la ronda preliminar. Las que pierdan en las semifinales, obtendrán ambas medalla de bronce; o lo que es lo mismo, no habrá pelea por el tercer lugar. Quien obtenga la mayor puntuación será declarada vencedora.

## Medallero
| Oro    | Katie Taylor (IRL)     |
| Plata  | Sofya Ochigava (RUS)   |
| Bronce | Adriana Araujo (BRA)   |
| Bronce | Mavzuna Chorieva (TJK) |

## Calendario
El horario está en British Summer Time (UTC+1)
| Fecha                         | Hora  | Ronda            |
| ----------------------------- | ----- | ---------------- |
| Domingo 5 de agosto de 2012   | 14:30 | Preliminar       |
| Lunes 6 de agosto de 2012     | 14:30 | Cuartos de final |
| Miércoles 8 de agosto de 2012 | 14:00 | Semifinales      |
| Jueves 9 de agosto de 2012    | 16:45 | Final            |

## Resultados
|  | Preliminar | Preliminar               | Preliminar             |                        |                        | Cuartos de final       | Cuartos de final | Cuartos de final |  |                      | Semifinales          | Semifinales        | Semifinales        |    |  | Finales | Finales | Finales |  |
|  |            |                          |                        |                        |                        |                        |                  |                  |  |                      |                      |                    |                    |    |  |         |         |         |  |
|  |            |                          |                        |                        |                        |                        |                  |                  |  |                      |                      |                    |                    |    |  |         |         |         |  |
|  |            |                          |                        |                        |                        |                        |                  |                  |  |                      |                      |                    |                    |    |  |         |         |         |  |
|  |            |                          |                        |                        |                        |                        |                  |                  |  |                      |                      |                    |                    |    |  |         |         |         |  |
|  |            |                          |                        |                        |                        |                        |                  |                  |  |                      |                      |                    |                    |    |  |         |         |         |  |
|  |            | Katie Taylor (IRL)       | Katie Taylor (IRL)     | 26                     |                        |                        |                  |                  |  |                      |                      |                    |                    |    |  |         |         |         |  |
|  |            |                          |                        | 26                     |                        |                        |                  |                  |  |                      |                      |                    |                    |    |  |         |         |         |  |
|  |            |                          | Natasha Jonas (GBR)    | Natasha Jonas (GBR)    | 15                     |                        |                  |                  |  |                      |                      |                    |                    |    |  |         |         |         |  |
|  | 9          | Quanitta Underwood (USA) | Natasha Jonas (GBR)    | Natasha Jonas (GBR)    | 15                     | 13                     |                  |                  |  |                      |                      |                    |                    |    |  |         |         |         |  |
|  | 9          | Quanitta Underwood (USA) |                        |                        |                        |                        |                  |                  |  |                      |                      |                    |                    |    |  |         |         |         |  |
|  | 8          | Natasha Jonas (GBR)      | 21                     |                        |                        |                        |                  |                  |  |                      |                      |                    |                    |    |  |         |         |         |  |
|  | 8          | Natasha Jonas (GBR)      | 21                     |                        |                        |                        |                  |                  |  | Katie Taylor (IRL)   | Katie Taylor (IRL)   | 17                 |                    |    |  |         |         |         |  |
|  |            |                          |                        |                        |                        |                        |                  |                  |  | Katie Taylor (IRL)   | Katie Taylor (IRL)   | 17                 |                    |    |  |         |         |         |  |
|  |            |                          | Mavzuna Chorieva (TJK) | Mavzuna Chorieva (TJK) | 9                      |                        |                  |                  |  |                      |                      |                    |                    |    |  |         |         |         |  |
|  | 5          | Cheng Dong (CHN)         | Mavzuna Chorieva (TJK) | Mavzuna Chorieva (TJK) | 9                      | 10                     |                  |                  |  |                      |                      |                    |                    |    |  |         |         |         |  |
|  | 5          | Cheng Dong (CHN)         |                        |                        |                        |                        |                  |                  |  |                      |                      |                    |                    |    |  |         |         |         |  |
|  | 12         | Mihaela Lăcătuș (ROU)    | 5                      |                        |                        |                        |                  |                  |  |                      |                      |                    |                    |    |  |         |         |         |  |
|  | 12         | Mihaela Lăcătuș (ROU)    | 5                      |                        | Cheng Dong (CHN)       | Cheng Dong (CHN)       | 8                |                  |  |                      |                      |                    |                    |    |  |         |         |         |  |
|  |            |                          |                        |                        | Cheng Dong (CHN)       | Cheng Dong (CHN)       | 8                |                  |  |                      |                      |                    |                    |    |  |         |         |         |  |
|  |            |                          | Mavzuna Chorieva (TJK) | Mavzuna Chorieva (TJK) | 13                     |                        |                  |                  |  |                      |                      |                    |                    |    |  |         |         |         |  |
|  |            |                          | Mavzuna Chorieva (TJK) | Mavzuna Chorieva (TJK) | 13                     |                        |                  |                  |  |                      |                      |                    |                    |    |  |         |         |         |  |
|  |            |                          |                        |                        |                        |                        |                  |                  |  |                      |                      |                    |                    |    |  |         |         |         |  |
|  |            |                          |                        |                        |                        |                        |                  |                  |  |                      |                      |                    |                    |    |  |         |         |         |  |
|  |            |                          |                        |                        |                        |                        |                  |                  |  |                      |                      | Katie Taylor (IRL) | Katie Taylor (IRL) | 10 |  |         |         |         |  |
|  |            |                          |                        |                        |                        |                        |                  |                  |  |                      |                      |                    |                    | 10 |  |         |         |         |  |
|  |            |                          | Sofya Ochigava (RUS)   | Sofya Ochigava (RUS)   | 8                      |                        |                  |                  |  |                      |                      |                    |                    |    |  |         |         |         |  |
|  |            |                          | Sofya Ochigava (RUS)   | Sofya Ochigava (RUS)   | 8                      |                        |                  |                  |  |                      |                      |                    |                    |    |  |         |         |         |  |
|  |            |                          |                        |                        |                        |                        |                  |                  |  |                      |                      |                    |                    |    |  |         |         |         |  |
|  |            |                          |                        |                        |                        |                        |                  |                  |  |                      |                      |                    |                    |    |  |         |         |         |  |
|  |            | Mahjouba Oubtil (MAR)    | Mahjouba Oubtil (MAR)  | 12                     |                        |                        |                  |                  |  |                      |                      |                    |                    |    |  |         |         |         |  |
|  |            |                          |                        | 12                     |                        |                        |                  |                  |  |                      |                      |                    |                    |    |  |         |         |         |  |
|  |            |                          | Adriana Araujo (BRA)   | Adriana Araujo (BRA)   | 16                     |                        |                  |                  |  |                      |                      |                    |                    |    |  |         |         |         |  |
|  | 11         | Saida Khassenova (KAZ)   | Adriana Araujo (BRA)   | Adriana Araujo (BRA)   | 16                     | 14                     |                  |                  |  |                      |                      |                    |                    |    |  |         |         |         |  |
|  | 11         | Saida Khassenova (KAZ)   |                        |                        |                        |                        |                  |                  |  |                      |                      |                    |                    |    |  |         |         |         |  |
|  | 6          | Adriana Araujo (BRA)     | 16                     |                        |                        |                        |                  |                  |  |                      |                      |                    |                    |    |  |         |         |         |  |
|  | 6          | Adriana Araujo (BRA)     | 16                     |                        |                        |                        |                  |                  |  | Adriana Araujo (BRA) | Adriana Araujo (BRA) | 11                 |                    |    |  |         |         |         |  |
|  |            |                          |                        |                        |                        |                        |                  |                  |  | Adriana Araujo (BRA) | Adriana Araujo (BRA) | 11                 |                    |    |  |         |         |         |  |
|  |            |                          | Sofya Ochigava (RUS)   | Sofya Ochigava (RUS)   | 17                     |                        |                  |                  |  |                      |                      |                    |                    |    |  |         |         |         |  |
|  | 7          | Alexis Pritchard (NZL)   | Sofya Ochigava (RUS)   | Sofya Ochigava (RUS)   | 17                     | 15                     |                  |                  |  |                      |                      |                    |                    |    |  |         |         |         |  |
|  | 7          | Alexis Pritchard (NZL)   |                        |                        |                        |                        |                  |                  |  |                      |                      |                    |                    |    |  |         |         |         |  |
|  | 10         | Rim Jouini (TUN)         | 10                     |                        |                        |                        |                  |                  |  |                      |                      |                    |                    |    |  |         |         |         |  |
|  | 10         | Rim Jouini (TUN)         | 10                     |                        | Alexis Pritchard (NZL) | Alexis Pritchard (NZL) | 4                |                  |  |                      |                      |                    |                    |    |  |         |         |         |  |
|  |            |                          |                        |                        | Alexis Pritchard (NZL) | Alexis Pritchard (NZL) | 4                |                  |  |                      |                      |                    |                    |    |  |         |         |         |  |
|  |            |                          | Sofya Ochigava (RUS)   | Sofya Ochigava (RUS)   | 22                     |                        |                  |                  |  |                      |                      |                    |                    |    |  |         |         |         |  |
|  |            |                          | Sofya Ochigava (RUS)   | Sofya Ochigava (RUS)   | 22                     |                        |                  |                  |  |                      |                      |                    |                    |    |  |         |         |         |  |
|  |            |                          |                        |                        |                        |                        |                  |                  |  |                      |                      |                    |                    |    |  |         |         |         |  |
|  |            |                          |                        |                        |                        |                        |                  |                  |  |                      |                      |                    |                    |    |  |         |         |         |  |
|  |            |                          |                        |                        |                        |                        |                  |                  |  |                      |                      |                    |                    |    |  |         |         |         |  |
|  |            |                          |                        |                        |                        |                        |                  |                  |  |                      |                      |                    |                    |    |  |         |         |         |  |